# Acuerdo Tripartito de Madrid
El Acuerdo Tripartito de Madrid o la «Declaración de Principios entre España, Marruecos y Mauritania» (también conocido como Acuerdo de Madrid o Arreglo de Madrid) es un texto jurídico firmado el 14 de noviembre de 1975 en Madrid por representantes de los gobiernos español, marroquí y mauritano para regular el devenir de la provincia española del Sáhara tras la desaparición de la administración española.

## Disposiciones legales de los acuerdos

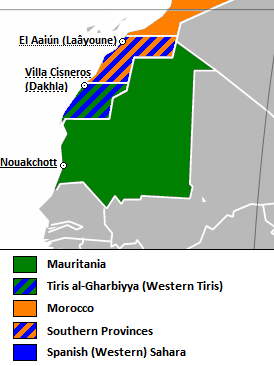
En inglés, partición del Sahara Occidental según el Acuerdo Tripartito de Madrid. Mauritania se retiraría en 1979 y su zona fue ocupada por Marruecos.

En francés, mapa más detallado de los territorios saharauis que pasarían a control marroquí (en rojo) y a control mauritano (en verde).

El texto se compone de una serie de disposiciones que se hicieron públicas tras su firma y otros puntos de naturaleza secreta que no vieron la luz hasta su publicación en la revista española Interviú el 26 de enero de 1978. Las disposiciones legales fueron firmadas por el presidente del Gobierno de España, Carlos Arias Navarro, el presidente del Gobierno marroquí, Ahmed Osman, y el ministro de Asuntos Exteriores mauritano, Hamdi Ould Mouknass.

### Declaración de principios entre España, Marruecos y Mauritania[3]
La ONU dictaminó en 1960 que la provincia española del Sáhara estaba sometida a dominación colonial, y estableció su derecho a constituirse como país independiente bajo la denominación de Sáhara Occidental. En respuesta a esta preocupación internacional, España, como potencia administradora de la colonia del Sáhara Occidental, estableció la fecha límite de descolonización el 29 de febrero de 1976, dejando a partir de la entrada en vigor del acuerdo y hasta esa fecha una administración temporal tripartita compuesta por un representante del Gobierno marroquí (Ahmed Bensouda), un representante del Gobierno mauritano (Abdallah Ould Cheikh) y un representante de la Asamblea General Saharaui o Djema'a (o Yemaá).
Un gobernador general territorial, designado conjuntamente por las tres partes, concentraría el poder de facto sobre el territorio. El gobernador general territorial, en tanto que máxima autoridad del territorio durante el período transitorio, tendría que asumir la obligación de supervisar que el proceso de descolonización se adecuaba a lo dispuesto por Naciones Unidas y se adaptaba a la realidad social de la zona. Pese a que el acuerdo decreta la necesidad de comunicar lo expuesto en la Ley al secretario general de la ONU, esto no ocurrió hasta después de la ocupación marroquí del territorio. Los acuerdos entrarían en vigor cuando se publicara en el Boletín Oficial del Estado la Ley de Descolonización del Sáhara (Ley 40/1975), lo que sucedió el 20 de noviembre de 1975, apenas tres horas después del fallecimiento del que había sido dictador de España durante 39 años, Francisco Franco.
El acuerdo derogaba todas las normas y leyes anteriores, dando pleno poder de decisión al Gobierno en pos de la salvaguarda de “los intereses españoles”. Los acuerdos no serían publicados en el BOE por la muerte ese mismo día del jefe del Estado, Francisco Franco.
Puntos del acuerdo:
En Madrid, a 14 de noviembre de 1975 y reunidas las delegaciones que legítimamente representan a los Gobiernos de España, Marruecos y Mauritania, se manifiestan de acuerdo en orden a los siguientes principios:
1º) España ratifica su resolución —reiteradamente manifestada ante la ONU— de descolonizar el territorio del Sahara occidental poniendo término a las responsabilidades y poderes que tiene sobre dicho territorio como Potencia Administradora.
2º) De conformidad con la anterior determinación y de acuerdo con las negociaciones propugnadas por las Naciones Unidas con las partes afectadas, España procederá de inmediato a instituir una Administración temporal en el territorio en la que participarán Marruecos y Mauritania en colaboración con la Yemaá y a la cual serán transmitidas las responsabilidades y poderes a que se refiere el párrafo anterior. En su consecuencia, se acuerda designar a dos Gobernadores Adjuntos, a propuesta de Marruecos y Mauritania, a fin de que auxilien en sus funciones al Gobernador General del territorio. La terminación de la presencia española en el territorio se llevará a efecto definitivamente, antes del 28 de febrero de 1976.
3º) Será respetada la opinión de la población saharaui, expresada a través de la Yemaá.
4º) Los tres países informarán al Secretario General de las Naciones Unidas de lo establecido en el presente documento como resultado de las negociaciones celebradas de conformidad con el artículo 33 de la Carta de las Naciones Unidas.
5º) Los tres países intervinientes declaran haber llegado a las anteriores conclusiones con el mejor espíritu de comprensión, hermandad y respeto a los principios de la Carta de las Naciones Unidas, y como la mejor contribución al mantenimiento de la paz y la seguridad internacionales.
6º) Este documento entrará en vigor el mismo día en que se publique en el Boletín Oficial del Estado la “Ley de Descolonización del Sahara”, que autoriza al Gobierno español para adquirir los compromisos que condicionalmente se contienen en este documento.
La partición del territorio saharaui entre Marruecos (representado por el ministro de Exteriores, Ahmed Laraki) y Mauritania (representado por el ministro de Asuntos Exteriores, Hamdi Uld Muknas) quedaría sellada mediante un acuerdo sancionado mediante su publicación en el Diario Oficial del Gobierno de Marruecos con fecha de 14 de abril de 1976. Este acuerdo dejaba en manos del reino de Marruecos las dos terceras partes del territorio, mientras de la República Islámica de Mauritania se quedaba con el tercio restante.

### Acuerdos secretos[9]
Paralelamente a estos se desarrollaron una serie de acuerdos de carácter privado y secreto en los que España regulaba ámbitos como la preferencia española en las transacciones comerciales con el Sáhara, la explotación de recursos saharauis como las aguas para la actividad pesquera y la indemnización por todos los “bienes privados” que España deja en el país en concepto de expropiación. El tema pesquero es el más desarrollado en los acuerdos, reconociéndose a España el derecho a la navegación a 800 barcos durante dos décadas previo pago de un canon (a partir del sexto año). Este canon será pagado a un tercer país con “un gran descuento”; la cantidad será fijada por una Comisión Mixta. En cuanto a las explotaciones de fosfato, España cedía en estos acuerdos el 65 % de la empresa minera Fos Bucraa a Marruecos (renombrada como Phosboucraa), manteniendo, aun así, España la mayor parte de la explotación de fosfatos de la región.
El número de Interviú (el número 89) en el que aparecieron por primera vez publicados estos acuerdos secretos fue secuestrado judicialmente y posteriormente liberado.
1º). Pesca: Reconocimiento conjunto por Marruecos y Mauritania de derechos de pesca en las aguas del Sahara a favor de 800 barcos españoles, por una duración de 20 años y en las mismas condiciones actuales, salvo el canon a ser abonado a partir del sexto año. Durante los cinco primeros años, los barcos de pesca españoles quedarán exentos de todo canon. Para los quince años siguientes abonarán un canon que será el más favorable posible concedido a cualquier país tercero con una rebaja convenida. Antes del comienzo del sexto año, una Comisión Mixta de las tres partes se reunirá para fijar dicho canon.
2º). Bienes públicos: Antes del 31 de diciembre de 1975, expertos de los tres países se reunirán con objeto de establecer la lista de bienes públicos que sería transferida por España como parte integrante del territorio, y la de aquellos otros bienes que pudieran ser objeto de transferencia mediante el pago de la correspondiente indemnización. Para estos últimos, las partes fijarán antes de dicha fecha las eventuales modalidades de valoración, transferencia y pago.
3º). Bienes privados: Marruecos y Mauritania se comprometen a respetar las propiedades privadas españolas en el Sahara y asegurar a sus propietarios su libre disposición y una justa indemnización en caso de expropiación.
4º). Comercio: Marruecos y Mauritania estimularán el desarrollo de las corrientes de comercio tradicionales entre España y el Sahara en el marco de sus reglamentaciones de comercio exterior.

5º). Otras cuestiones: Antes del 31 de diciembre de 1975, expertos de España, Marruecos y Mauritania se reunirán a fin de examinar y de resolver los problemas de navegación aérea y marítima y de las comunicaciones en general, así como cualquier otro tema que pueda derivarse de la transferencia del territorio del Sahara.

## Gestación de los pactos y salvaguarda de los intereses españoles
La descolonización del Sáhara Occidental, reclamada por la Asamblea General de la Organización de las Naciones Unidas hasta en siete ocasiones —basándose en las demandas interpuestas por Marruecos en el Comité Especial de Descolonización o Cuarto Comité— desde 1963 basándose en la Resolución 1514 de la Asamblea General de las Naciones Unidas de 1960 para la descolonización y la autodeterminación de los pueblos, será casi una obligación tras la Marcha verde realizada a raíz de la llamada de Hasán II de Marruecos al pueblo marroquí para reclamar mediante este movimiento pacífico su soberanía respecto al conocido como el Sáhara español.
Luis Carrero Blanco, jefe de Gobierno y uno de los máximos defensores del mantenimiento del territorio a toda costa, fue uno de los obstáculos para una independencia que se creía inminente. Esta negativa se materializará en el partido proespañol Partido de Unión Nacional Saharaui (PUNS), fundado en 1974 como brazo político de la Yemaá —un año después de la muerte del jefe de Gobierno—, que defendía una autonomía saharaui dentro del estado español y fue el único partido político legal además de la Falange Española Tradicionalista y de las Juntas de Ofensiva Nacional Sindicalista durante el régimen franquista en España. A la muerte de Carrero, la cuestión pasará del sí o el no a la independencia, al binomio entre los partidarios de defender los dictámenes de la ONU y la celebración del referéndum encabezados por el ministro de Asuntos Exteriores, Pedro Cortina, y aquellos que eran más próximos a los intereses soberanistas de Marruecos liderados por el ministro-secretario general del Movimiento Nacional, José Solís Ruiz, y el Presidente del Gobierno, Don Carlos Arias Navarro. Internacionalmente, las reclamas marroquíes anexionistas fueron avaladas por Estados Unidos.
Las empresas españolas también tomaron partido; los proargelinos, partidarios del referéndum para la libre determinación del pueblo saharaui fueron Hispanoil, Dragados, Standard Eléctrica, Gas Natural, entre otras, mientras que los conocidos como entreguistas, ya que pretendían un acuerdo con Marruecos para la anexión de facto, fueron el Grupo Fierro, Banco Urquijo y Rumasa, así como medios de comunicación como ABC (periódico) y Blanco y Negro (revista).
El régimen franquista mantuvo siempre unas excelentes relaciones con la monarquía alauita, que algunos vieron temblar con el Espíritu de Barajas, reunión entre Franco y Hasán II en Madrid con motivo de la cuestión de las posesiones españolas en el norte de África el 6 de julio de 1963, pese a que no se conocen con claridad las conclusiones a las que se llegaron. La presión de los estados vecinos de la colonia española para su descolonización provoca la redacción de un estatuto de autonomía que jamás llegó a publicarse. Existe una España muy diferente a la de Arias Navarro en la ONU, la España de Cortina y el representante del país en la organización, Jaime de Piniés, que intenta un proyecto de paz conocido como el Plan Waldheim que no llegará a materializarse por la firma del Acuerdo de Madrid.
El 10 de noviembre de 1975 el príncipe Juan Carlos se reunió con la Junta de Defensa Nacional y los ministros Antonio Carro Martínez (de la Presidencia) y Pedro Cortina Mauri (Asuntos Exteriores), al mismo tiempo que lo hacían la Presidencia de Gobierno y la comisión de Leyes Fundamentales en las Cortes; ambas reuniones hablaron sobre el proceso de descolonización y dieron luz verde a las conversaciones tripartitas con Marruecos y Mauritania. Un día después, los ministros de Trabajo (Fernando Suárez González) y Exteriores se reunieron con el Subsecretario de Estado para Asuntos del Sáhara y director general de la Oficina Jerifiana de Fosfatos (OCP en francés). Esa misma noche se unió a las conversaciones el ministro de Exteriores mauritano. Las negociaciones tripartitas tendrán lugar los días 12, 13 y 14 de noviembre y darán como resultado los acuerdos.
Con los acuerdos firmados, el 15 de noviembre se vota en el Congreso de los Diputados la Ley para la Descolonización del Sáhara, la cual se aprobará con tan solo cuatro votos en contra y 4 abstenciones (ni los procuradores canarios ni los saharauis se encontraban en la cámara el día de la votación).
A mediados de mayo, España solicitó una misión visitadora de la ONU —la cual expresaría la voluntad de autodeterminación del pueblo saharaui en detrimento de la anexión a Mauritania o Marruecos— en la que se encontraron manifestaciones a favor del Frente Polisario al grito de “¡Muera España!”, lo cual se sumó a la captura de varios soldados españoles. Ante este escenario, se desarrolló la conocida como Operación Golondrina, la cual preveía la evacuación inmediata del territorio. El abandono del territorio no significaba un abandono de los intereses en la zona, de hecho, pese a la influencia y dominio efectivo de Marruecos sobre el territorio saharaui, España creó el 24 de mayo de 1976 la Comisión de Transferencia de los Intereses Españoles en el Sáhara para coordinar la desocupación con la mayor eficacia para los intereses de España, uno de los asuntos trascendentales en la gestión del proceso. Estos intereses se basaban en la explotación minera del fosfato y la pesca, así como su posición estratégica militarmente y, sobre todo, por su cercanía con las islas Canarias.
El príncipe Juan Carlos expresó mediante un emisario, Manuel Prado y Colón de Carvajal, a la Casa Blanca su deseo de entregar el Sáhara si con ello se detenía la Marcha Verde y se podía evitar un conflicto que involucrara al Ejército español. Tras entrevistarse con Osman, Madrid y Rabat llegaron al acuerdo de dejar traspasar la frontera del Sáhara español a la marcha unos siete u ocho kilómetros para realizar una “invasión simbólica”, la cual debía diluirse tras este acto simbólico sin provocar problemas de seguridad. Aun así, España pidió a la ONU que instara a Marruecos a salir del territorio, el gobierno de Rabat se introdujo más en el territorio aduciendo que Madrid había traicionado su confianza haciendo público un acuerdo secreto, quedando este automáticamente anulado.

## El Gran Marruecos
El 23 de octubre de 1975, el rey Hasán II dio un discurso en Marrakech donde hizo un llamamiento al pueblo saharaui para que luchara contra la dominación colonial aludiendo a un hermanamiento entre territorios que unifica bajo su persona, como rey y guía espiritual, ambos territorios. Su pretensión es la de volver al conocido como Gran Marruecos, proyecto en el que ya, a partir de 1969, se habían abandonado las pretensiones sobre la anexión de Mauritania, así como de una parte de Mali y otra de Argelia:
“Oraciones y alabanzas a Allah, el único. Pueblo mío querido del Sáhara. Es mi deber dirigiros este mensaje, seguidores míos, pueblo marroquí en el Sáhara ocupado, con el optimismo de que este querido pueblo saldrá del dominio colonial. Os hablo como guía de los creyentes y como Rey al que vuestra promesa de sometimiento aún pesa sobre vuestras cabezas”.

Discurso de Hasán II del 23 de octubre de 1975 en Marrakech.
Poco después, el 2 de noviembre, el príncipe Juan Carlos, con el ministro de las Fuerzas Armadas, Francisco Coloma Gallegos, y el jefe del Estado Mayor, Carlos Fernández Vallespín, da un discurso en el que se intuye un acercamiento al pueblo saharaui, pese a que lo que el monarca quería expresar es su apoyo a las Fuerzas Armadas españolas para el duro momento que iban a vivir :
“Deseamos proteger también los legítimos derechos de la población saharaui, ya que nuestra misión en el mundo y nuestra historia nos lo exigen”. 

Discurso de Juan Carlos I del 2 de noviembre de 1975 en el Sáhara español.
Un días después, el presidente de la Asamblea General Saharaui y procurador saharaui en las Cortes, Sidi Jatri Ould Said, rindió vasallaje al monarca marroquí; retractándose el 15 de noviembre ante la ONU. Ese mismo día, el primer ministro marroquí, Ahmed Osman, se reunió en Madrid con el príncipe Juan Carlos, el ministro Pedro Cortina, el presidente Arias Navarro y el embajador marroquí en Madrid en un acto público.
Marruecos iniciará la Marcha Verde el 6 de noviembre de 1975 hacia El Aaiún bajo el llamamiento a la movilización realizado por Hasán II tras conocer la sentencia de la Corte Internacional de Justicia de octubre de 1975 en la que se niega una soberanía marroquí anterior a la ocupación española, por lo que el Sáhara Occidental se consideraba Res nullius y nadie podía reclamar su soberanía aludiendo al pasado histórico, ya que había constituido un territorio independiente, únicamente unido a Marruecos por lazos de fidelidad religiosa, pero no políticos o soberanistas, pese a la existencia de lazos entre tribus de los tres países. La marcha terminará tres días después, según el monarca, por haber “cumplido sus objetivos”. En palabras de Luis Rodríguez de Viguri y Gil, secretario general del Gobierno español en el Sáhara, los intereses de Marruecos primaron en la descolonización por miedo a que Rabat se decidiera a invadir Ceuta y Melilla.

En medio de estas idas y venidas diplomáticas se encontraba un aliado común de las dos naciones: Estados Unidos. Henry Kissinger fue el mediador entre ambos países con una actitud cambiante y el único objetivo de velar por los intereses de Estados Unidos. En sus propias palabras:
“Al percibir que nuestros intereses estarían mejor servidos por una división marroquí-mauritana del Sahara que por su independencia bajo influencia argelina, la posición de Estados Unidos fue de neutralidad pública y de apoyo privado, aunque limitado, a Marruecos”

Henry Kissinger
 En el primer encuentro entre el secretario de Estado de los Estados Unidos y el rey alauita, celebrada el 6 de noviembre de 1973, la postura de Kissinger fue la de un ser que desconocía la situación geopolítica del continente, pero que “estaba intranquilo ante la creación de nuevos microestados”; mientras que Marruecos expresó la negativa de España a ceder el territorio pese a las concesiones que Marruecos le había prometido en materia de recursos y enclaves estratégicos. La aprobación del estatuto político el 6 de julio de 1974 significó una nueva afrenta para los marroquíes; Ahmed Osman se lo expresó al embajador estadounidense en Rabat, Robert G. Neumann, diciendo que España tenía pretensiones futuras en el Sáhara y que Marruecos pretendía celebrar un referéndum que incluyera a los más de 20 000 refugiados saharauis en Marruecos —lo que calculaban que era un tercio del total de la población saharaui—.
Estados Unidos comenzó a vender armas a Marruecos como lo estaba haciendo la Unión Soviética con Argelia, esto despertó las quejas de España, las cuales fueron sofocadas con el pretexto de que el país norteafricano había perdido gran parte de su armamento en su colaboración en el frente sirio durante la guerra de Yom Kipur. En este punto, la posición de Estados Unidos era difusa, mientras el ministro consejero de la embajada de Rabat hablaba de la cesión por parte de España del territorio, Kissinger lo calificaba como algo absurdo, lo único que no deseaban era la fundación de un estado satélite de Argelia ni la enemistad de Marruecos.
La intención de llevar a cabo la Marcha Verde no era desconocida, Hasán II lo había expresado en un discurso el 28 de octubre de 1975, se había avisado en diversos informes que el monarca podría tomar esa vía si el dictamen de la Corte Internacional no era favorable o demasiado ambiguo. Fue durante la reunión de Solís con Hasán II el 21 de octubre cuando el ministro le expresó la necesidad de que la manifestación no se produjera o se retrasara un par de semanas —siendo esta última opción la que se tomó—.  A estas alturas Cortina contemplaba la posibilidad de negociar con Rabat; España esperaba que la resolución fuera favorable a Marruecos para no hacerse cargo de la situación.

## Plan Waldheim
Kurt Waldheim, secretario general de la ONU (1972-1981) y presidente de Austria (1986-1992), planteó en 1975 una hoja de ruta para lidiar en el conflicto que implicaba:
1. La cancelación de la Marcha Verde por parte de Marruecos.
2. La retirada de España del Sáhara el 1 de enero de 1976.
3. La constitución de una autoridad interina de la ONU en el territorio hasta la celebración del referéndum.

Marruecos se negó, pues las negociaciones con el ministro de Exteriores Ahmed Lariki resultaron imposibles, por lo que España se decidió a mostrarse favorable al acuerdo en la Asamblea General el 31 de octubre de este mismo año. Kissinger instará a Marruecos a reconsiderar el plan Waldheim, pero Rabat mantendrá su oferta a Madrid de pactar a espaldas de la ONU y al margen del plan. Este no se llegaría a poner nunca en marcha por la firma del Acuerdo Tripartito de Madrid poco tiempo después.

## Oposición al acuerdo

### La ONU y la OUA
La oposición de Hans Corell, secretario general adjunto de asuntos jurídicos y asesor jurídico para la ONU y encargado de gestionar el referéndum para la autodeterminación del pueblo saharaui, fue recogida en el dictamen del 29 de enero de 2002, donde afirmaba que España no disponía de la soberanía del Sáhara Occidental al ser un simple administrador, por lo que no podía transferir una soberanía de la que no disponía. Y, dado que no estipuló que se transfiriera la administración del territorio, denuncia el hecho de que Marruecos licite y firme contratos para la explotación de recursos minerales del Sáhara con terceros países, entre ellos, la propia España.
Pese al desacuerdo de Piniés y gran parte del derecho internacional, la ONU inscribió los acuerdos en el registro de tratados internacionales y mediante dos resoluciones del 10 de diciembre de 1975 de la Asamblea General legitimó y deslegitimó los arreglos. Por una parte, una resolución observaba la autodeterminación del pueblo saharaui como venía contemplada en los acuerdos, es decir, consultando a la Yemaá (aceptándolos, por tanto); por otra parte, la segunda resolución, impulsada esta por Argelia, pretendía anular el Acuerdo Tripartito de Madrid y que el pueblo ejerciera su derecho a la autodeterminación mediante un referéndum.
En 1979 la Carta Africana de Derechos Humanos y de los Pueblos fue redactada por la Organización para la Unidad Africana (hoy la Unión Africana), mediante la cual se designaron comisiones de investigación sobre el litigio por la soberanía del Sáhara que concluyeron que la anexión era inviable por la nulidad del Acuerdo de Madrid y que Marruecos era el único estado africano que defendía la no autodeterminación del pueblo saharaui. La comisión proponía la celebración de un referéndum en el que los saharauis decidieran entre la independencia total o la manutención del statu quo.

### El Frente Polisario y la República Árabe Saharaui Democrática
Como el presidente mauritano Moktar Ould Daddah apunta en sus memorias, las relaciones entre Marruecos, Mauritania y Argelia previas al acuerdo seguían un principio de buenas relaciones, pese a que el único objetivo de Argelia fuera el de detener el expansionismo marroquí, reflejado en el acuerdo firmado en Rabat en 1972 con el fin de proteger el Sáhara argelino de las pretensiones anexionistas de Marruecos. Por ello, para Argelia los acuerdos con el fin de repartir el territorio que España tiene la intención de descolonizar será una sorpresa. A partir de este momento, las dinámicas irán en dos vertientes: Marruecos rompe las relaciones y Houari Boumédiène se convierte en una figura odiada en el país por su apoyo al Frente Polisario —desde el Istiqlal a la opinión pública— y la adhesión de Mauritania a las conversaciones para la partición del Sáhara, en palabras de Daddah, por ser una nación débil por su inestabilidad interna y la falta de defensa en sus fronteras. Argelia buscará en todo momento que los acuerdos no sean ratificados.
La voluntad del ministro Cortina era realizar una ronda de conversaciones cuadripartitas que incluyera a Marruecos, Mauritania, Argelia y España; ni Marruecos ni Kissinger se mostraron a favor de esta posibilidad.
Con la salida de España del territorio ocupado ocurren dos hechos: Marruecos empieza a ocupar militarmente el territorio y se proclama la República Árabe Saharaui Democrática en Bir Lehlu. Ambos hechos rompen con el Arreglo de Madrid por intereses antagónicos entre ambas causas, pero incumpliendo el mismo punto: no respetar a la Yemaá como herramienta de consulta del pueblo saharaui. El 28 de noviembre de 1976 se decreta mediante una reunión entre el Frente Polisario, el PUNS y la Asamblea General Saharaui la disolución de esta última y la instauración de un Consejo Nacional Provisional (semilla del Consejo Nacional Saharaui), por lo que no se puede cumplir el punto del Arreglo de Madrid que exige una consulta a la Yemaá, ya que esta institución deja de existir y sus miembros se habían refugiado en los campamentos de Tinduf, en Argelia. Ante esta situación, Marruecos y Mauritania pretendieron continuar con la consulta a la vieja institución, hecho al que se opondrán España y la ONU.
El frente nacionalista saharaui ha sido siempre alentado por el gobierno argelino a nivel internacional negando los acuerdos firmados en Madrid y mediante el suministro de armamento y material técnico para hacer frente a la ocupación marroquí. El país norteafricano ha expresado públicamente su condena a la ocupación y su apoyo al Frente Polisario desde la época del presidente Houari Boumédiène, oposición personada en la figura del entonces ministro de Exteriores, Abdelaziz Buteflika.

### La oposición española
Los representantes de España en la ONU fueron siempre un núcleo de resistencia a la negativa de realizar un referéndum que involucrara únicamente a la población saharaui en un proceso de consulta para la autodeterminación; alineados con la opinión de la organización internacional y basándose en el derecho internacional, desde Fernando Arias-Salgado a Jaime de Piniés, los representantes españoles en la ONU expresaron su desacuerdo con la gestión de la descolonización en todo momento, como lo hizo el ministro de Exteriores Pedro Cortina.
Ya durante la votación de la Ley para la Descolonización del Sáhara Occidental, y como atestigua el Acta de Sesiones del 15 de noviembre de 1975, se presentaron ciertas dudas en cuanto al traspaso de soberanía que se pretendía realizar. Será en esta misma sesión cuando Antonio Carro Martínez, ministro de la Presidencia, diga la célebre frase “El Sáhara es de España, pero el Sáhara no es España”, su reflexión se basaba en el decreto del 10 de enero de 1958 y la Ley del Régimen Jurídico del Sáhara del 19 de abril de 1961 que otorgaban al Sáhara la consideración de provincia española —al igual que Ifni— que contaba con procuradores en las Cortes desde 1963.
La animadversión hacia los acuerdos y la gestión de la descolonización del territorio saharaui ha ido creciendo con el tiempo. Ya en 1978, durante el gobierno de Adolfo Suárez, se realizaron diversas sesiones en la comisión de Asuntos Exteriores con referencia al proceso descolonizador español en el que comparecieron agentes implicados que procedían desde del campo de la política al militar. En el diario de sesiones quedan reflejadas las quejas sobre el acuerdo y las demandas de anulación.

### Mauritania y los Países no Alineados
Poco a poco, Mauritania fue abandonando sus pretensiones de soberanía sobre el territorio del Sáhara Occidental, quizás por la hegemonía marroquí, y acercándose a Argelia y al Frente Polisario mediante conversaciones que culminarán en la firma de un tratado de paz conocido como el Acuerdo de Argel del 10 de agosto de 1979. El texto firmado entre la República Islámica de Mauritania y el Frente Polisario fue presentado mediante una carta a la ONU por el representante permanente de Mauritania en la organización, Sid'Ahmed Ould Taya, y habla de una salida inminente de las tropas mauritanas de la zona, así como del reconocimiento del Sáhara libre y la negociación de la salida de Marruecos del armisticio soberanista.
Esta decisión será apoyada por el Movimiento de Países No Alineados en la Cumbre de La Habana de 1979. Movimiento que reconocerá las sentencias y reclamos tanto de la ONU como de la OUA en lo referente a la cuestión saharaui en la XIV Cumbre celebrada en Monrovia (2012).

## Invalidez jurídica del acuerdo y estado actual del conflicto

Muros marroquíes en el territorio del Sahara Occidental, durante la guerra del Sahara Occidental (1975-1991). En amarillo, el territorio bajo control del Frente Polisario.

Las premisas que se han barajado a nivel internacional para anular el Acuerdo Tripartito de Madrid han sido basados en sus defectos de fondo y forma:
1. Contradicciones respecto a la norma imperativa del ius cogens (ONU; 1975).
2. La no soberanía de España sobre el territorio sobre el que ejercía como administrador (Tribunal Permanente de los Pueblos; enero de 1975[16] ).
3. La imposibilidad de conceder el territorio a Marruecos con base en una soberanía anterior a la ocupación española inexistente (CJI; 1975).

En la actualidad, el Sáhara Occidental sigue considerándose un territorio no independiente y, pese a que más de ochenta Estados reconocen la legitimidad de la República Árabe Saharaui Democrática —España no figura entre ellos—, el Acuerdo Tripartito de Madrid no ha sido anulado (pese a que fuera rechazado por Mauritania en 1979). Los acuerdos con Marruecos han condicionado en gran medida esta lista de países, por lo que en la actualidad se reduce a la mitad.
Marruecos continúa reclamando el Sáhara Occidental como parte integral de su territorio, en virtud de los Acuerdos de Madrid, entre otros. El Frente Polisario declaró en 1976 un gobierno en el exilio con sede en Argelia, la República Árabe Saharaui Democrática (RASD), que niega que los Acuerdos de Madrid tuvieran validez y reclama toda el área mientras que en realidad controla solo pequeñas partes inhabitables. La RASD tampoco es reconocida por la ONU, pero ha sido admitida como representante del Sáhara Occidental ante la Unión Africana (UA) y su partido gobernante (el Frente Polisario) es reconocido por la ONU al menos como el "único representante legítimo del pueblo saharaui". Mauritania se ha retirado del conflicto por completo desde 1979.
Marruecos rompió el tratado para provocar los Enfrentamientos del Sahara Occidental (2020-presente).